# Trebnja Gorica
Trebnja Gorica este o localitate din comuna Ivančna Gorica, Slovenia, cu o populație de 77 de locuitori.